# Beta Tempo
Il Beta Tempo è uno scooter a ruote alte prodotto dalla casa motociclistica italiana Beta Motor dal 1993 al 2002. 
Venne commercializzato sul mercato spagnolo anche dalla Derbi con il nome Derbi Easy e su molti mercati europei dalla KTM con il nome KTM Go.

## Storia
Il Tempo è stato il primo scooter prodotto dalla Beta Motor ed è stato progettato a partire dal 1990 come risposta ai numerosi modelli proposti dai costruttori giapponesi che a quei tempi stavano iniziando a ritagliarsi notevoli fette di mercato sia in Italia che in Europa. Venne disegnato dalla Studio Fase di Genova e presentato in veste di produzione nel giugno 1993. Una caratteristica peculiare del modello Tempo è la vocazione cittadina grazie alle ruote alte da 16” e alla pedana piatta oltre alla disponibilità del solo motore 50 abbinato al cambio a variatore.

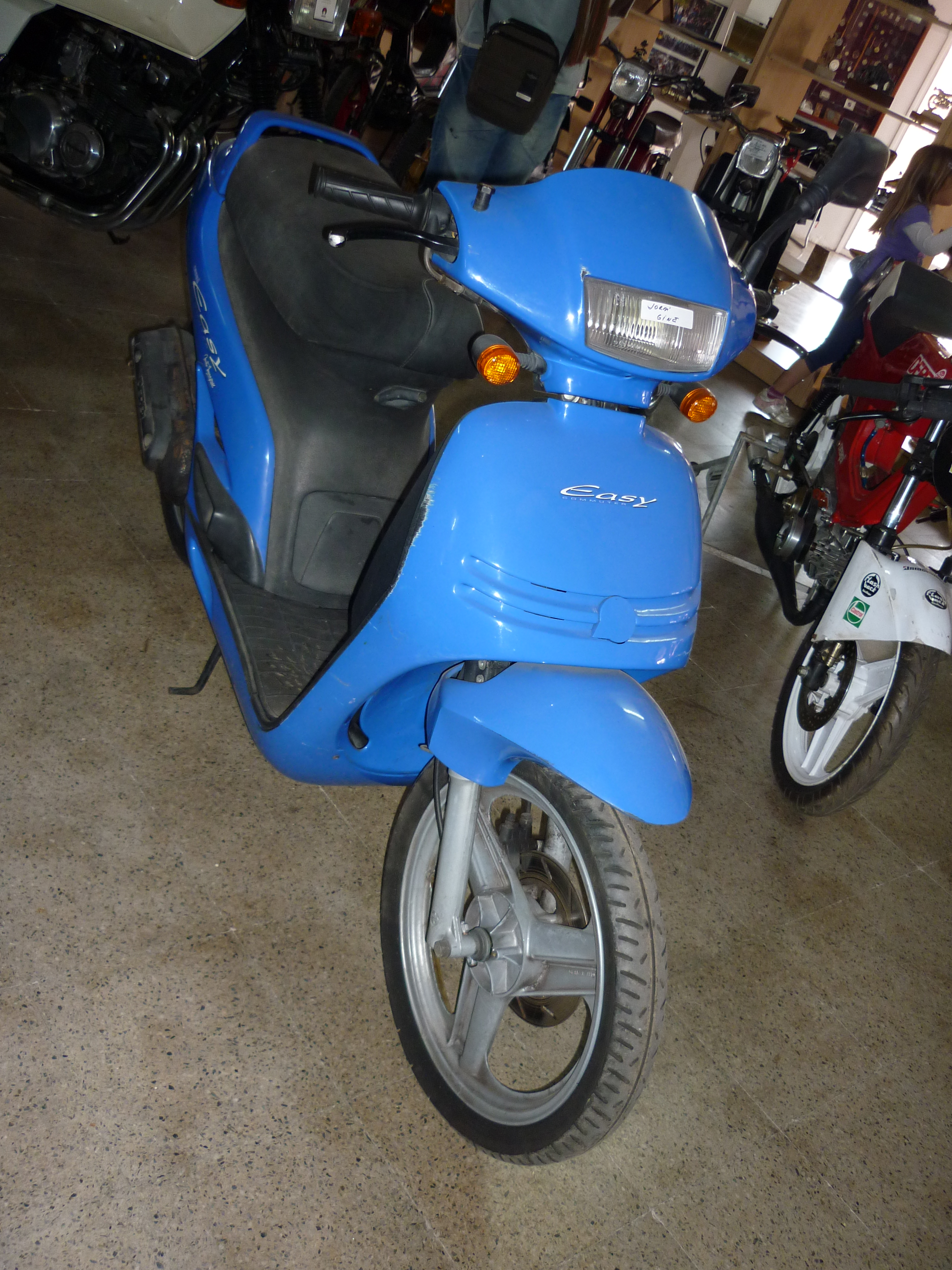
Il gemello Derbi Easy 50

Compatto nelle dimensioni ha una lunghezza pari a 1768 mm, altezza di 1080 mm, larghezza di 610 mm e sella alta 795 mm. Il peso è pari a 75 kg. Dispone di impianto frenante composto da disco anteriore da 220 mm e tamburo al posteriore da 116 mm. Il motore disponibile è il 49,2 cm³ Minarelli due tempi raffreddato ad aria con accensione elettronica CDI. Il telaio è in tubi d’acciaio con sospensione anteriore a forcellone e posteriore con monoammortizzatore idraulico. Gli pneumatici erano da 2.75 R16 all’anteriore e da 3.25 R16 al posteriore.
Nel 1993 venne introdotta anche una versione con ruote da 13”.
Nello stesso anno parte anche la commercializzazione sul mercato spagnolo marchiato Derbi Easy tramite un accordo di badge engineering tra i due costruttori Beta e Derbi. Successivamente venne commercializzato anche dalla KTM denominato KTM Go 50 in numerosi mercato europei. 
Nel fine 1999 venne introdotto il catalizzatore e venne riomologato Euro 1. 
Esce definitivamente di produzione nel 2002 senza esser sostituito da nessun modello.

## Beta Chrono 50
Il Chrono 50 era la versione con una estetica più sportiva rispetto al Tempo; venne introdotto nel 1993 ed era destinato ad un pubblico più giovanile. A cambiare erano pochi dettagli come il parafango anteriore dal design più appuntito, le ruote tassellate da 13” e le grafiche della carrozzeria con adesivi specifici. Il Chrono 50 esce di produzione nel 1995 dopo soli due anni sostituito dal Chrono 502, uno scooter sportivo a ruote basse.
Anche questa versione in alcuni mercati venne venduta dalla KTM con il nome Go Chrono.